# Sarcophaga braunsi
Sarcophaga braunsi är en tvåvingeart som beskrevs av Engel 1925. Sarcophaga braunsi ingår i släktet Sarcophaga och familjen köttflugor. Inga underarter finns listade i Catalogue of Life.